# 8706 Takeyama
8706 Takeyama este un asteroid din centura principală, descoperit pe 3 februarie 1994, de Takao Kobayashi.